# Lonely Girl
Lonely Girl è un singolo dei Tonight Alive, il primo estratto dal loro secondo album The Other Side, pubblicato il 31 luglio 2013 dalla Sony.

## Video musicale
Il video ufficiale per Lonely Girl, diretto da Bill Stepanoski, è stato pubblicato il 5 agosto 2013 sul canale Vevo della band su YouTube e racconta, similmente al testo del brano, il senso di vuoto e la frustrazione di una ragazza per aver perso l'amicizia delle sue vecchie amiche.

## Tracce
Testi e musiche di Jenna McDougall e Whakaio Taahi.
1. Lonely Girl – 3:11

## Formazione
- Jenna McDougall – voce
- Whakaio Taahi – chitarra solista
- Jake Hardy – chitarra ritmica
- Cam Adler – basso
- Matt Best – batteria, percussioni